# Georg Ernst Stahl
Georg Ernst Stahl (født 22. oktober 1660, død 24. maj 1734 i Berlin) var en tysk kemiker og læge.
Stahl blev født i Ansbach, og han studerede medicin i Jena, hvor han 1683 tog doktorgraden; 1687 blev han livlæge hos hertug Johann Ernst af Sachsen Weimar, 1694 blev han professor i medicin og kemi ved universitetet i Halle, hvor han blev lærer for mange udmærkede mænd, der studerede naturvidenskaberne og gennem hans undervisning fik interesse for kemien, til hvis udvikling de senere bidrog. 
Efter 22 års virksomhed i Halle blev han 1716 kaldet til kongelig livlæge i Berlin; også i denne stilling udgav han flere kemiske skrifter. Det var Stahl der fremsatte flogistonteorien, men han var beskeden nok til at tillægge Johann Joachim Becher hovedfortjenesten og kun at fremstille sig selv som teoriens fortolker.
Stahl var en dygtig iagttager; han har beriget kemien med flere praktiske opdagelser. Affinitetslæren skylder ham en del gode angivelser, f.eks. den rækkefølge, efter hvilken metallerne forener sig med syrerne, om den orden, i hvilken metallerne uddriver hinanden af deres svovlforbindelser, om syrernes affinitet til baserne osv. Han havde nøjagtigere kendskab til mange syrer end nogen før hans tid, og han var den første, der kendte naturen af de dampe, som dannes ved forbrænding af svovl, idet han viste, at der herved dannes en svag syre; denne angav han rigtigt at være "flogistiseret svovlsyre". 
Også på metalsaltenes område skylder kemien ham flere interessante iagttagelser; han angav, at kogsalt indeholdt et særligt alkali, hvis forbindelse med salpetersyre
adskilte sig fra almindelig salpeter ved sin særlige krystalform. Det fortjener også at nævnes, at Stahl kendte jernsyre ("Opløsningen af jern i alkali"). 
Stahl har udgivet mange medicinske og kemiske værker; af disse kan nævnes: Zymotechnia fundamentalis, seu fermentationes theoria generalis (1697); Observationes chymico physico medicæ, et kemisk månedsskrift, begyndt samme år. 1702 udgav han Bechers Physica subterranea, til hvilken han føjede et tillæg: Specimen Becherianum; endvidere Experimenta, observationes, animadversiones, CCC numero chymicæ et physicæ (1731); Theoria medica vera (1707, udkom på tysk 1831—32).